# Christof Schuler (Althistoriker)
Christof Schuler (* 1965 in Ravensburg) ist ein deutscher Althistoriker und Epigraphiker.
Schuler studierte von 1985 bis 1992 an den Universitäten Tübingen und Oxford Klassische Philologie und Geschichte. In Tübingen wurde er 1996 mit einer von Frank Kolb betreuten Arbeit zu den Ländlichen Siedlungen und Gemeinden im hellenistischen und römischen Kleinasien promoviert. Von 1993 bis 2002 war er wissenschaftlicher Assistent von Kolb am Lehrstuhl für Alte Geschichte in Tübingen, anschließend wissenschaftlicher Mitarbeiter an einem von Christian Marek geleiteten Forschungsprojekt an der Universität Zürich, wo er sich im Wintersemester 2003/4 über Die Verwaltung der Stadt Rom in der Kaiserzeit habilitierte. Im Sommer 2004 wurde Schuler als Nachfolger Michael Wörrles zum Ersten Direktor der Kommission für Alte Geschichte und Epigraphik des Deutschen Archäologischen Instituts (DAI) in München gewählt. Er ist zugleich seit 2012 außerplanmäßiger Professor an der Abteilung für Alte Geschichte des Historischen Seminars der Universität München.
Schuler beschäftigt sich vor allem mit der Epigraphik und Siedlungsarchäologie des antiken Kleinasiens, wo er auch an Feldforschungen teilnimmt. In einem seiner derzeitigen Forschungsvorhaben intendiert er die umfassende Aufarbeitung von Sympolitien und Synoikismen in der hellenistischen Zeit, als Teil der von der DFG geförderten Projektgruppe Die hellenistische Polis als Lebensform.

## Schriften (Auswahl)
- Ländliche Siedlungen und Gemeinden im hellenistischen und römischen Kleinasien (= Vestigia Bd. 50). C. H. Beck, München 1998, ISBN 3-406-42924-6.
- Weitere Veröffentlichungen finden sich hier (PDF).